# Karpf Point
Der Karpf Point ist eine Landspitze an der Foyn-Küste des Grahamlands im Norden der Antarktischen Halbinsel. Sie liegt 5 km südlich des Mount Vartdal am Nordufer des Mill Inlet.
Der Falkland Islands Dependencies Survey, der auch die Benennung vornahm, kartierte sie anhand von Luftaufnahmen der US-amerikanischen Ronne Antarctic Research Expedition (1947–1948) aus dem Jahr 1947. Namensgeber ist Alois Theodor Karpf (1844–1906), Bibliothekar der Kaiserlich und königlichen Geographischen Gesellschaft zu Wien und gemeinsam mit Josef Chavanne und Franz Ritter von Le Monnier Autor des 1878 erschienenen Sammelwerks Die Literatur über die Polar-Regionen der Erde.